# Порубський потік (притока Райчанки)
Порубський потік (словац. Porubský potok) — річка в Словаччині; права притока Райчанки. Протікає в окрузі Жиліна.
Довжина — 15 км. Витікає в масиві Мала Фатра (частина Лучанська Фатра) на висоті 910 метрів.
Протікає територією сіл Каменна Поруба; Конска і міста Раєцьке Теплиці. Приймає води Конштиці. Впадає у Райчанку на висоті 411 метрів.